# ملیسا جفر
ملیسا جفر (انگلیسی: Melissa Jaffer؛ زادهٔ ۱ دسامبر ۱۹۳۶) بازیگر اهل استرالیا است.
از فیلم‌ها یا برنامه‌های تلویزیونی که وی در آن نقش داشته است، می‌توان به مکس دیوانه: جاده خشم اشاره کرد.